# Irządze (Silésie)
Pour les articles homonymes, voir Irządze.
Irządze est un village de la voïvodie de Silésie et du powiat de Zawiercie. Il est le siège de la gmina d'Irządze et comptait 567 habitants en 2008.